# Eleuterio Ávila

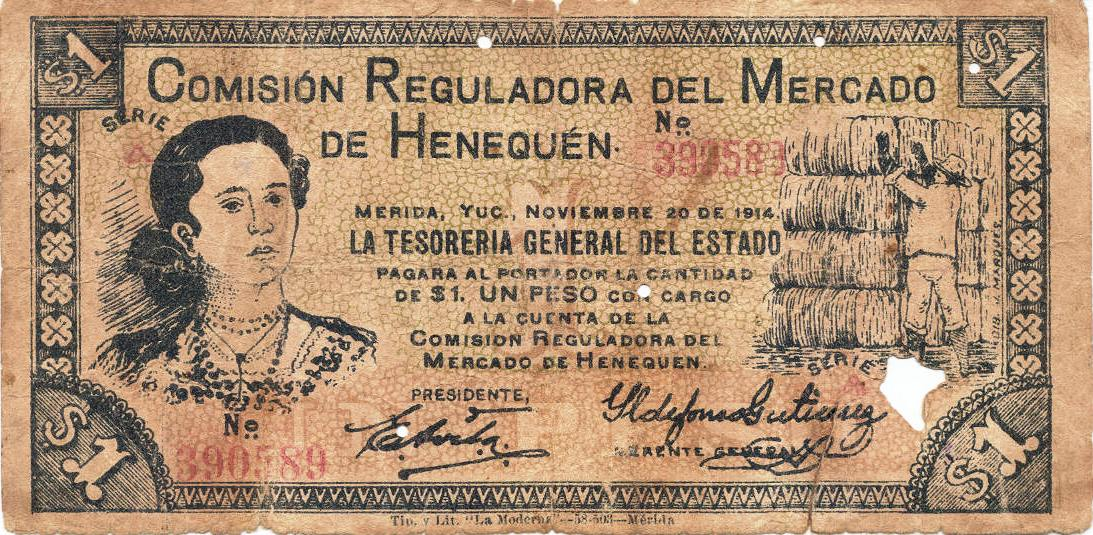
Billete firmado por Eleuterio Ávila, en su papel de presidente de la Comisión Reguladora del Mercado del Henequén.

Eleuterio Ávila y Valdós (1876 - 1948) fue un abogado, ingeniero, militar (mayor del ejército) y político mexicano, nacido en Valladolid, Yucatán. Militó en el carrancismo y actuó en contra de la usurpación de Victoriano Huerta. Fue el primer gobernador constitucionalista de Yucatán sustituyendo a Prisciliano Cortés que había sido impuesto por el usurpador.

## Datos históricos
Hizo sus estudios de jurisprudencia en la ciudad de Mérida, Yucatán. Después estudió ingeniería en la Ciudad de México. Al término de sus estudios trabajó, primero en Veracruz y después en Monterrey. Ahí estaba cuando lo sorprendió el golpe de Estado de Victoriano Huerta en contra de Francisco I. Madero. Se puso a las órdenes de Venustiano Carranza, desempeñando algunas comisiones en los Estados Unidos. En enero de 1914 militaba en el ejército constitucionalista como capitán segundo, comandando el estado mayor del coronel Emilio Salinas, en el Primer Regimiento Occidental de Coahuila. Poco antes de la entrada del ejército constitucionalista a la Ciudad de México, fue designado por Carranza para hacerse cargo de la gubernatura de Yucatán y como Comandante militar en el estado. Asumió esas responsabilidades en septiembre de 1914.
Durante su gobierno expidió un decreto que invalidó todos los actos oficiales que realizaron en Yucatán los gobiernos de los dos gobernadores huertistas que lo habían precedido en la gubernatura: Prisciliano Cortés y Eugenio Rascón.
También nulificó todas las deudas que habían contraído los peones de las haciendas henequeneras en el pasado como un primer paso de liberarlos de situación de servidumbre en la que vivían, a pesar de las medidas a su favor que habían sido tomadas en su favor por los gobernadores maderistas, que habían estado previamente en el poder público: José María Pino Suárez y Nicolás Cámara Vales.
Modificó, al menos en términos legislativos, las funciones de la Comisión Reguladora del Mercado del Henequén que ofrecía ventajas a la operación de las empresas oligopólicas de Avelino Montes yerno de Olegario Molina, agente del porfiriato, que seguía dominando la industria henequenera desde La Habana, donde se había exiliado a la caída de Porfirio Díaz. Esta legislación no entró propiamente en vigor sino hasta que Salvador Alvarado se hizo cargo del gobierno de Yucatán, unos meses más adelante.
En enero de 1915, poco más de cuatro meses después de haber llegado a Yucatán, Ávila fue a conferenciar con Venustiano Carranza a la ciudad de Veracruz. El secretario de Hacienda, Luis Cabrera Lobato, había determinado un impuesto sobre el henequén que al gobernador le parecía inadecuado y quería planteárselo al Primer Jefe. Ya no regresó a Yucatán. Había dejado a Toribio de los Santos como interino para cubrir su ausencia, vino la rebelión argumedista que hizo huir a de los Santos y Salvador Alvarado fue nombrado por Carranza para combatir a Abel Ortiz Argumedo, nombrándolo después de su triunfo, comandante militar y gobernador del estado.